# Kraj Narymski
Kraj Narymski (Нарымский край) – region historyczno-geograficzny który graniczył od północy z gubernią tobolską, od północnego wschodu i wschodu – z jenisejską. Obecnie na terytorium obwodu tomskiego Federacji Rosyjskiej.
Zajmuje 4/5 jego powierzchni, ok. 260 tys. km²; podzielony jest na 9 rejonów administracyjnych.
Od XIX w. jedno z miejsc zsyłek w Imperium Rosyjskim i ZSRR.